# فيرمين الرابع
فيرمين الرابع كاباليرو إليزوندو (من مواليد ديسمبر 1974) هو مغني راب وراعي مكسيكي، معروف بكونه جزءًا سابقًا من فرقة الهيب هوب المكسيكية كونترول ماشيت.